# Беклемищи
Беклемищи — село в Пестяковском районе Ивановской области России, входит в состав Пестяковского сельского поселения.

## География
Село расположено в 8 км на северо-восток от райцентра рабочего посёлка Пестяки.

## История
Село Беклемищи известно с 1760 года, когда в селе были построены два деревянных храма. В 1823 году на месте сгоревших деревянных была построена каменная Воскресенская церковь и часовня.
На карте Менде 1850 года отмечены погост Беклемищев (вокруг Воскресенской церкви на левом берегу ручья Беклемищевка), деревня Беклемищева (на правом берегу ручья), деревни Средняя Беклемищева и Малая Беклемищева (в 1 км восточнее погоста). В списке населённых мест Владимирской губернии 1859 года фигурируют село Беклемищи (церковь православная) — 24 жит., деревни Беклемищи большие — 98 жит., Беклемищи средние (Жегалово) — 34 жит., Беклемищи малые (Безрукавново) — 14 жит.
В конце XIX — начале XX века Беклемищи входили в состав Пестяковской волости Гороховецкого уезда Владимирской губернии.
С 1929 года Беклемищи являлось центром Беклемищенского сельсовета Пестяковского района.
В 2005—2009 годах село являлось административным центром Беклемищенского сельского поселения.

## Население
| 1859 | 1905 | 2010 |
| ---- | ---- | ---- |
| 170  | ↘143 | ↗234 |

## Достопримечательности
В селе находится действующая Церковь Воскресения Словущего (1823).